# 武里村 (山梨県)
武里村（たけさとむら）は山梨県北巨摩郡にあった村。現在の北杜市南部、釜無川右岸、中央本線日野春駅の南方一帯にあたる。

## 地理
- 河川：釜無川

## 歴史
- 1875年（明治8年）7月 - 巨摩郡牧原村・宮脇村・新奥村が合併して武里村となる。
- 1878年（明治11年）7月22日 - 郡区町村編制法の施行により、武里村が北巨摩郡の所属となる。
- 1889年（明治22年）7月1日 - 町村制の施行により、武里村が単独で自治体を形成。
- 1933年（昭和8年）4月1日 - 新富村と合併して武川村が発足。同日武里村廃止。